# Biała gwiazdka
Biała gwiazdka – drugi album studyjny polskiej piosenkarki Danuty Stankiewicz wydany 16 czerwca 1991 roku nakładem wytwórni Veriton.

## Lista utworów
Strona a:
1. Choinkowe święta (Andrzej Seroczyński - Anna Warecka)
2. Pod jemiołą (Roman Ziemlański - Józef Andrzej Grochowina)
3. Choinka (Janusz Sent - Julian Tuwim)
4. Wilia - słodka wanilia (Roman Ziemlański - Józef Andrzej Grochowina)
5. Czas kolędy (Janusz Sent - Stefan Knothe)
6. Świąteczne chwile (Waldemar Zajączkowski - Krzysztof Tadeusz Zawadzki)

Strona b:
1. Pastorałka (Janusz Sent - Józef Szczawiński)
2. Wigilijny śniegu (Waldemar Zajączkowski - Józef Andrzej Grochowina)
3. Biała gwiazdka (Andrzej Seroczyński - Anna Warecka)
4. Sen i gwiazdy (Waldemar Zajączkowski - Krzysztof Tadeusz Zawadzki)
5. Świeć nam gwiazdo Betlejemska (Waldemar Zajączkowski - Krzysztof Tadeusz Zawadzki)
6. Świece w domach płoną szczęściem (Waldemar Zajączkowski - Krzysztof Tadeusz Zawadzki)

## Charakterystyka albumu
Album Biała gwiazdka Danuty Stankiewicz poświęcony jest w całości muzyce bożonarodzeniowej w popowych aranżacjach autorstwa Waldemara Zajączkowskiego. Album zawiera wyłącznie pastorałki z własnego repertuaru Danuty Stankiewicz. Utwory zawarte na wydawnictwie zostały zarejestrowane w 1990 roku w Studio Winicjusza Chrósta w Sulejówku. Wydania albumu nie promowano żadnymi singlami. 24 grudnia 1991 premierę miał zrealizowany z okazji Świąt Bożego Narodzenia recital telewizyjny pt. Pod jemiołą poświęcony w całości promocji wydawnictwa. Album oryginalnie ukazał się wyłącznie w formie kasety magnetofonowej (Veriton VK 028). W 1999 nakładem Polskich Nagrań ukazała się płyta Biała gwiazdka, na której umieszczono w całości nagrania z albumu Divide Amorem Inter Nos, oraz Biała gwiazdka. W 2020 album miał swoją premierę w serwisach streamingowych.

## Muzycy
- Danuta Stankiewicz – śpiew
- Waldemar Zajączkowski – syntezatory
- Tomasz Szajewski – programowanie instrumentów perkusyjnych

## Realizatorzy
- Grafika i projekt okładki – Tomasz Szajewski
- Reżyser dźwięku – Tadeusz Mieczkowski